# North Aston
North Aston is een civil parish in het bestuurlijke gebied Cherwell, in het Engelse graafschap Oxfordshire met 316 inwoners.